# Universidade de São Paulo

USP

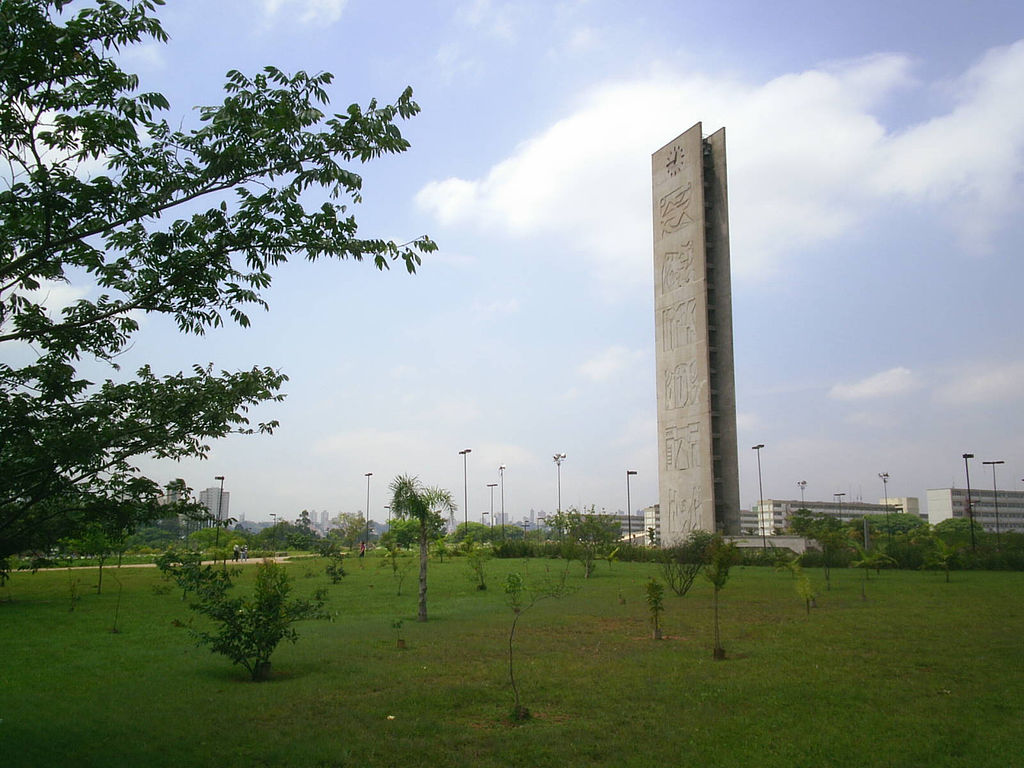
Universidade de São Paulo: Uhrenturm auf dem Campus

Die Universidade de São Paulo, USP, deutsch Universität von São Paulo, ist die größte Universität Brasiliens und eine der größten und angesehensten Universitäten Lateinamerikas. Die universitären Einrichtungen verteilen sich auf sieben Standorte im Bundesstaat São Paulo: zwei in der Stadt São Paulo selbst, die anderen in den Städten Bauru, Lorena, Piracicaba, Pirassununga, Ribeirão Preto und São Carlos. Das lateinische Motto der Universität lautet „Scientia Vinces“.

## Hochschulprofil
Die USP ist in den Gebieten der Lehre, Forschung und universitären Entwicklung in allen Wissensgebieten tätig. In Rankings wie dem SCImago Institutions Rankings 2012, dem University Ranking by Academic Performance (URAP) 2012, dem Academic Ranking of World Universities 2021 (Hochschulranking von Welt-Universitäten 2021) und dem The Times Higher Education Supplement 2011–2012 ist die Universität von São Paulo als die beste akademische Universität in Iberoamerika anerkannt. Außerdem wurde die USP als die beste lateinamerikanische Universität im QS World University Rankings 2024 bewertet. Im aktuellen Ranking für 2025 steht sie, als die beste lateinamerikanische Universität, auf Platz 92 im weltweiten Vergleich. Darüber hinaus stand USP an erster Stelle in der Südhemisphäre und ist die 43. beste Universität in der Welt Webometrics Ranking of World Universities (2011).

## Juristische Fakultät
Nach der Erklärung der Unabhängigkeit 1822 wurde in Brasilien die Gründung einer juristischen Ausbildungsstätte gefordert. In dieser Zeit musste, wer Rechtswissenschaften studieren wollte, sein Studium in Portugal an der Universität Coimbra führen. Am 11. August 1827 gründete Kaiser Peter I. durch ein Dekret zwei juristische Fakultäten in Olinda und in São Paulo.
Die juristische Fakultät entwickelte sich zum wichtigsten wissenschaftlichen und politischen Zentrum in Brasilien. Jährlich versuchen 12.000 Bewerber zum Studium zugelassen zu werden, aber nur die 460 Bestplatzierten dürfen sich immatrikulieren.
2007 wurde im Campus von Ribeirão Preto eine zweite juristische Fakultät der Universität São Paulo gegründet.

## Weitere Fakultäten
Die Faculdade de Filosofia, Letras e Ciências Humanas da Universidade de São Paulo (FFLCH) bietet derzeit fünf Bachelorstudiengänge, Geschichte, Geographie, Sozialwissenschaften, Philosophie und Sprache/Literatur (letras), an. Rund 400 Dozierende unterrichten in ihr etwa 9000 Bachelorstudierende und etwa 2900 Postgraduierende.

## Rankings
Seit Jahren wird die Spitze weltweiter Universitäts-Rankings vor allem von US-amerikanischen und britischen Universitäten gestellt. In den letzten fünf Jahren war die USP durchgängig unter den besten Hochschulen der Welt. Im SCImago Institutions Rankings 2012 war USP die beste iberoamerikanische Universität und belegte weltweit Platz 11. In anderen Rankings wie dem University Ranking by Academic Performance (URAP) – 2012 ist die USP die 28. beste Universität der Welt. 2012 erreichte die USP auf den 70. Platz im Reputation Ranking des The Times Higher Education Supplement (THE) (Top Universities by Reputation 2012 (Memento vom 30. September 2012 im Internet Archive)) 2011 ging beim Mines ParisTech der 19. Platz an die Universität von São Paulo.
Im Shanghai-Ranking rangiert die USP in folgender Gruppe der besten Universitäten der Welt:
| Jahr | Gruppe    | Unter den lateinamerikanischen Hochschulen |
| ---- | --------- | ------------------------------------------ |
| 2024 | 101.–150. | 1.                                         |
| 2023 | 101.–150. | 1.                                         |
| 2022 | 101.–150. | 1.                                         |
| 2021 | 101.–150. | 1.                                         |
| 2020 | 101.–150. | 1.                                         |
| 2019 | 101.–150. | 1.                                         |
| 2018 | 151.–200. | 1.                                         |
| 2017 | 151.–200. | 1.                                         |
| 2016 | 101.–150. | 1.                                         |
| 2015 | 101.–150. | 1.                                         |
| 2014 | 101.–150. | 1.                                         |
| 2013 | 101.–150. | 1.                                         |
| 2012 | 101.–150. | 1.                                         |
| 2011 | 102.–150. | 1.                                         |
| 2010 | 101.–150. | 1.                                         |
| 2009 | 101.–151. | 1.                                         |
| 2008 | 101.–151. | 1.                                         |

Ebenfalls jährlich vergleicht die Times Universitäten und stellt in Form eines Rankings das Higher Education Supplement auf. Dabei belegte die USP:
| Jahr | Rang / Gruppe | Unter den lateinamerikanischen Hochschulen |
| ---- | ------------- | ------------------------------------------ |
| 2025 | 199           | 1.                                         |
| 2024 | 199           | 1.                                         |
| 2023 | 201.–250.     | 2.                                         |
| 2022 | 201.–250.     | 2.                                         |
| 2021 | 201.250.      | 2.                                         |
| 2020 | 251.–300.     | 2.                                         |
| 2019 | 251.–300.     | 2.                                         |
| 2018 | 251.–300.     | 2.                                         |
| 2017 | 251.–300.     | 2.                                         |
| 2016 | 201.–250.     | 1.                                         |
| 2015 | 251.–300.     | 1.                                         |
| 2014 | 201.–225.     | 1.                                         |
| 2013 | 226.–250.     | 1.                                         |
| 2012 | 158.          | 1.                                         |
| 2011 | 178.          | 1.                                         |
| 2008 | 196.          | 2.                                         |
| 2007 | 175.          | 1.                                         |

Sonstige Rankings:
- Laut dem European Graduate Institute (Ausgabe 2006) ist die USP die 58. beste Universität auf der Welt.[54]

- Laut dem Webometrics Ranking of World Universities (Juli 2007) wird die USP für die 45. produktivste Universität weltweit gehalten.[55] Damit ist die USP die zweitproduktivste Universität der BRIC-Staaten (geschätzte Bevölkerung: 2,8 Milliarden) und Lateinamerikas.

- Die USP ist die 33. beliebteste Universität auf der Welt, unter 8000 Hochschulen in 200 Ländern.[56]

- Im Hochschulranking des „Higher Education Evaluation & A. Council of Taiwan“ weltweiter Universitäten belegt die USP den 94. Rang.[57]

- Die USP belegte den 35. Rang im „Professional Ranking of World Universities“.[58]

## Museen
- Museu de Arte Contemporânea da Universidade de São Paulo (Museum für Zeitgenössische Kunst)
- Museu Paulista (Paulista-Museum, ein historisches Museum)
- Museu de Zoologia (Museum für Zoologie)
- MAE-USP – Museu de Arqueologia e Etnologia (Museum für Archäologie und Völkerkunde)

## Erwähnenswerte Alumni

### Brasilianische Präsidenten
- Prudente de Morais (1894–1898)
- Campos Sales (1898–1902)
- Rodrigues Alves (1902–1906)
- Afonso Pena (1906–1909)
- Nilo Peçanha (1909–1910)
- Venceslau Brás (1914–1918)
- Delfim Moreira (1918–1919)
- Washington Luís (1926–1930)
- Nereu Ramos (1955–1956)
- Jânio Quadros (1961)
- Fernando Henrique Cardoso (1995–2003)
- Michel Temer (2016–2018)

### Gouverneure des Bundesstaats São Paulo
- José Alves de Cerqueira César (1889–1892)
- Américo Brasiliense de Almeida Melo (1891)
- Bernardino José de Campos Júnior (1896–1902)
- Campos Sales (1896–1897)
- Francisco de Paula Rodrigues Alves (1912–1916)
- Altino Arantes Marques (1916–1920)
- Washington Luís (1920–1924)
- Carlos de Campos (1924–1927)
- Júlio Prestes (1927–1930)
- Armando de Sales Oliveira (1935–1936)
- José Joaquim Cardoso de Melo Neto (1937–1938)
- Lucas Nogueira Garcez (1951–1955)
- Jânio Quadros (1955–1959)
- Carvalho Pinto (1959–1963)
- Abreu Sodré (1967–1971)
- Paulo Maluf (1979–1982)
- André Franco Montoro (1983–1987)
- Mário Covas (1995–2001)
- Cláudio Lembo (2005)
- José Serra (2006–2010)
- Alberto Goldman (2010–2011)

### Politiker
- Gilberto Kassab – Bürgermeister von São Paulo und Minister (ingenieurwissenschaftlicher und wirtschaftswissenschaftlicher Abschluss)
- Guido Mantega (* 1949) – Finanzminister (wirtschaftswissenschaftlicher Abschluss)
- Fernando Haddad (* 1963) – Kulturminister (Abschluss in Jura)
- Aloizio Mercadante – Senator (wirtschaftswissenschaftlicher Abschluss)
- Antonio Palocci (* 1960) – Finanzminister (Abschluss in Medizin)

### Autoren (Schriftsteller und Dichter)
- Augusto de Campos (* 1931), Lyriker, Übersetzer und Musikkritiker
- Álvares de Azevedo (1831–1852), Schriftsteller
- Antônio de Alcântara Machado
- Bernardo Guimarães (1825–1884), Romanautor
- Castro Alves (1847–1871), Lyriker, Dramatiker und Abolitionist
- Haroldo de Campos
- José de Alencar (1829–1877), Schriftsteller
- José de Mesquita (1892–1961), Dichter der Gruppe Parnassiens, Romantiker und Geschichtsschriftsteller, Historiograph, Journalist, Essayist, Genealoge und Jurist
- Manuel Bandeira (1886–1968), Schriftsteller und Dichter
- Monteiro Lobato (1882–1948), Schriftsteller und Verleger
- Olavo Bilac (1865–1918), Journalist, Dichter und Lehrinspektor
- Oswald de Andrade (1890–1954), Schriftsteller und Mitbegründer des brasilianischen Modernismo
- Raduan Nassar (* 1935), Schriftsteller

### Wissenschaftler und Mediziner
- Mário Schenberg (1914–1990) – Physiker
- César Lattes (1924–2005) –  Physiker, Mitentdecker des Pi-Mesons
- Oscar Sala (1922–2010) – italienischer Nuklearphysiker
- Ennio Candotti – Physiker
- José Leite Lopes (1918–2006) – Physiker für theoretische Physik
- Jayme Tiomno (1920–2011) – Physiker für experimentelle und theoretische Nuklearphysik
- Roberto Salmeron – Elektroingenieur und Physiker für experimentelle Nuklearphysik
- José Goldemberg – Wissenschaftler
- José E. Moreira – Systemsoftware-Architekt des Blue Gene/L, der schnellste Supercomputer der Welt
- Adib Domingos Jatene – Physiker
- Drauzio Varella (* 1943) – Mediziner
- Euryclides de Jesus Zerbini – Mediziner, er hat die erste Herztransplantation in Lateinamerika gemacht
- Miguel Nicolelis (* 1961) – Mediziner und Wissenschaftler im Bereich der Neurobiologie
- Mayana Zatz (* 1947) – Molekularbiologe und Genetiker
- Warwick Estevam Kerr (1922–2018) – Genetiker, er ist anerkannt für seine Entdeckungen auf dem Gebiet der Genetik und genotypischen Geschlechtsbestimmung von Bienen
- Sérgio Henrique Ferreira (1934–2016) – Mediziner und Pharmakologe, entdeckte das Wirkprinzip eines neuen Medikament gegen Bluthochdruck
- Alessandro Hirata – Jurist

### Sonstige
- Amyr Klink – Segler und Forscher (wirtschaftswissenschaftlicher Abschluss)
- Giselda Leirner (* 1928) – Malerin, Designerin und Schriftstellerin (Abschluss in Philosophie)
- Fernando Meirelles (* 1955) – Filmregisseur, zu seinen filmischen Werken zählen City of God und The Constant Gardener (Abschluss in Architektur)
- Henrique Meirelles (* 1945) – ehemaliger Präsident der brasilianischen Zentralbank, Finanzminister (ingenieurwissenschaftlicher Abschluss)
- Sebastião Salgado (1944–2025) – Fotograf und Fotojournalist (wirtschaftswissenschaftlicher Abschluss)
- Chico Buarque (* 1944) – Musiker, Komponist, Sänger und Schriftsteller (ein nicht abgeschlossenes Studium in Architektur – 2 Jahre)

## Professoren
- Claude Lévi-Strauss (1908–2009), französischer Ethnologe
- César Lattes (1924–2005), Experimentalphysiker
- Fernand Braudel (1902–1985), französischer Historiker
- David Bohm (1917–1992), US-amerikanischer Quantenphysiker und Philosoph
- Jean Dieudonné (1906–1992), französischer Mathematiker
- Anatol Rosenfeld (1912–1973), deutscher Literaturkritiker
- François Châtelet (1925–1985), französischer Philosoph und Philosophiehistoriker
- Julius Frank (1808–1841), deutscher Dozent
- Iacov Hillel
- Emilio Willems (1905–1997), deutschamerikanischer Soziologe und Ethnologe
- Walter Narchi (1929–2004), Meeresbiologe
- Gérard Lebrun
- Jean Maugüe
- Jean-Pierre Vernant (1914–2007), französischer Altphilologe, Religions- und Kulturhistoriker und Anthropologe
- Paul Hugon
- Larry Thompson (Chemiker)
- Egon Schaden (1913–1991), Ethnologe
- Robert Henri Aubreton
- Henrique Fleming
- Gilles Gaston Granger
- Heinrich Rheinboldt
- Warwick Kerr (1922–2018), Agraringenieur, Genetiker und Insektenkundler
- João Cruz Costa
- Paulo C. Chagas (* 1953), Komponist
- Herch Moysés Nussenzveig (1933–2022), theoretischer Physiker
- Bernardo Kucinski (* 1937), Journalist
- Roger Bastide (1898–1974), französischer Soziologe und Anthropologe
- Sérgio Buarque de Holanda (1902–1982), Journalist, Schriftsteller und Historiker
- Ada Pellegrini Grinover
- Antonio Candido
- Felix Hegg
- Victor Goldschmidt (1914–1981), französischer Philosoph deutscher Herkunft
- István Jancsó
- Emir Sader (* 1943), Soziologe
- Ernesto Giesbrecht
- Giorgio Eugenio Oscare Giacaglia
- Martial Guéroult
- Heinrich Hauptman
- Armen Mamigonian
- Ernst Wolfgang Hamburger
- Heinz Dieter Heidemann (* 1946), Human- und Wirtschaftsgeograf
- Giuseppe Ungaretti (1888–1970), italienischer Schriftsteller und Lyriker
- Giuseppe Occhialini (1907–1993), italienischer Physiker
- Pierre Monbeig
- Gleb Wataghin (1899–1986), ukrainisch-italienischer experimenteller Teilchenphysiker
- Alessandro Donati
- Lambert Meyer
- Paulo Sérgio Pinheiro (* 1944), Rechtswissenschaftler
- Jaime Pinsky
- Newton da Costa
- Milton Santos (1926–2001), Geograph
- Vahan Agopyan
- Luigi Fantappiè (1901–1956), italienischer Mathematiker
- Mário Schenberg (1914–1990), theoretischer Physiker, Kunstkritiker und Schriftsteller
- Kokei Uehara
- Claus Leon Warschauer
- Aziz Ab'Sáber (1924–2012), physischer Geograph
- Paul Arbousse-Bastide
- Telêmaco de Macedo van Langendonck
- Valdemar Setzer
- Felix Rawitscher (1890–1957), deutscher Botaniker und Hochschulprofessor
- Ernst Ludwig Breslau
- Heinrich Rheinboldt
- Luiz Olavo Baptista (1938–2019), Jurist und Professor

Mehr als jeder zehnte brasilianische Präsident hat eine Ausbildung an der USP absolviert.